# Oripoda anomala
Oripoda anomala är en kvalsterart som beskrevs av Baranek 1982. Oripoda anomala ingår i släktet Oripoda och familjen Oripodidae. Inga underarter finns listade i Catalogue of Life.